# 富可視
富可視，是位于美國俄勒冈州的私人公司。2013年，它與鴻海科技集團合作推出40吋液晶顯示器，在亚洲地區包含中國大陸、臺灣、印度、柬埔寨提供低價高規格的智慧型手機。由於其機種普遍由母公司及策略夥伴鴻海旗下富智康代工，因而有富士康出的手機和郭董牌的暱稱。

## 公司沿革
- 富可视最早由史蒂夫·希克斯與保罗·古利克成立於1986年。 該公司與平達科技以及Clarity Visual Systems是三家專門開發顯示器技術並供應給太克的公司。[6]
- 2002年，富可视將其總部搬遷至奧勒岡州威尔逊维尔[7]。在當時，該公司擁有1200名員工。[7]
- 2005年年中，富可视收購了TUN公司。TUN為美國大學提供數位媒體與薄型螢幕電視廣告。
- 2006年，富可视又將TUN賣給Submedia LLC。[8]
- 富可视後來成為美國那斯達克的上市公司，交易代號為INFS。
- 2009年5月28日，富可视被许立信旗下的子公司Image Holdings Corp.所收購，此項交易案金額達3500萬美元。[7][9][10]
- 2009年10月，富可视宣布，計畫將總部遷移至奧勒岡州泰格德。
- 2009年12月，作為已被收購後重新整併的小型公司來說，舊的總部已顯於龐大，[11] 在遷移至新總部時，有110名職員一同搬遷，並僅有略超過半數的員工留在總部中。[7]
- 在2012年時，富可视更進一步將公司人員縮編至剩下90名職員，而該公司當年有1.5億美元的收入。[12]
- 截至2014年，該公司的職員有120人，是俄勒岡州最大的25家自主研發的技術公司之一。[13]

## 產品
富可视為商務用戶、教育機構、政府機構、專業視聽客戶、移動專業人士以及家庭影院愛好者提供DLP投影機、LCD投影機、大面積觸控電腦與顯示器。
其中一項產品是針對商業客戶與教育機構開發的互動式觸控平板電腦Mondopad 。Mondopad 是大面積的高解析度觸控螢幕電腦。其他產品還包括電子白板、視訊會議、大螢幕觸控面板、觸控電腦、MVP100 視訊電話、Q 平板電腦與多項的配件和外部裝置。
富可视更有為數位標註開發軟體與視訊通話技術。
富可视提供了點對點與多點終端視訊通話服務，以及121視訊通話和ConX視訊會議服務。
富可视擁有並經營ASK Proxima品牌，在過往的銷售中，其隊外的產品名稱有ASK與InFocus ScreenPlay之稱。
2013年起，富可视與鴻海科技集團（富士康）合作，推出40吋液晶顯示器等消費電子商品，並在中國大陸與其他亞洲地區（臺灣、印度、柬埔寨）提供低價高規格的智慧型手機，始有「富可視」名稱作為美商公司登記（行銷品牌與正式名稱仍為InFocus）。

## 相關手機與平板產品
- 富可視M2
- 富可視M2 LTE
- 富可視M320
- 富可視M330
- 富可視M350
- 富可視M810
- 富可視M5s
- 富可視A3
- 富可視M7s
- 富可視IN310
- 富可視IN610
- 富可視IN810
- 富可視IN815
- 富可視M560
- 富可視M680
- 富可視M530
- 富可視M550
- 富可視M808
- 富可視M812
- 富可視M535
- 富可視IF 195a Big Tab
- 富可視U320

## 外部連結
- 全球網站 （页面存档备份，存于）
- 臺灣香港 （页面存档备份，存于）
- 中國網站 （页面存档备份，存于）
- 印度網站 （页面存档备份，存于）
- 德國網站
- 說明手冊 （页面存档备份，存于）
- 官方臉書 （页面存档备份，存于）
- 中文官方粉絲團 （页面存档备份，存于）
- Motif （页面存档备份，存于）